# Тръмбъл (окръг, Охайо)
Окръг Тръмбъл (на английски: Trumbull County) е окръг в щата Охайо, Съединени американски щати. Площта му е 1645 km², а населението - 225 116 души (2000). Административен център е град Уорън.